# Acronicta pulla
Acronicta pulla là một loài bướm đêm trong họ Noctuidae.